# District de Una
Le District d'Una  (hindi : उना जिला) est un district de l'État de l'Himachal Pradesh en Inde. Situé à l’est de la région, il partage sa frontière avec l’État du Pendjab ainsi que le district de Kangra, le district de Hamirpur, et le district de Bilaspur. Il est reconnu pour être une centre de transit pour les voyageurs en route vers l'Himalaya dans lequel il est situé. Le District d'Una est composé de cinq tehsils, ou subdivisions administratives qui désignent plusieurs villages ou villes.

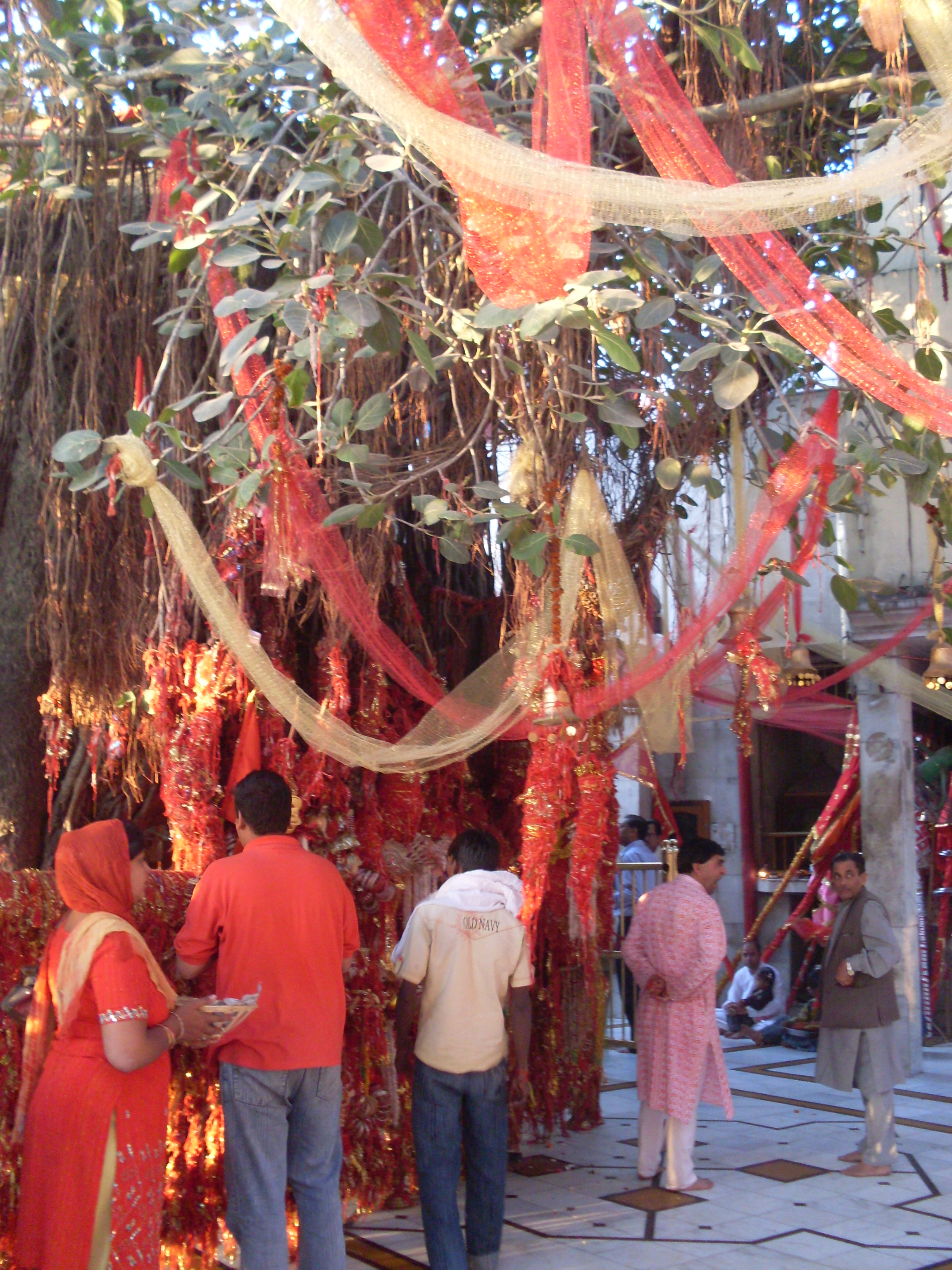
Le temple dédié à Mata Chintpurni Devi, Una.

Localisé à la base des montagnes Himalaya, il abrite plusieurs temples et sites religieux, notamment celui de Mata Chintapurni Mandir. Una est aussi le site du Kila Babi Bedi ji, un fort historique communément considéré comme le lieu ancestral du première guru Sikh, Guru Nanak.

## Géographie
Sa population de 521 173 habitants (en 2011) pour une superficie de 1 540 km2.
Son chef-lieu est Una.
Le climate se compose principalement de temps subtropical. 

## Économie
Les peoples de cette région gagnent leur vie majoritairement grâce à l’agriculture. Cependant, Una, et plus précisément la région qui désigne les villages de Basal et Dhamandri, devient de plus en plus industriel avec des usines qui fournissent du travail à travers le district. Il existe aussi une production à petite échelle dont l'exportation primaire est le Cachou, un extrait dérivé de l’acacia, ainsi que le présence de l'entreprise ICML Motors.